# Репьевка (приток Суры)
Репьевка — река в России, протекает по Пензенской области. Левый приток Суры.

## География
Река Репьевка берёт начало неподалёку от деревни Владимировка. Течёт в восточном направлении через леса. Устье реки находится в 500 км по левому берегу реки Сура. Длина реки составляет 13 км.

## Данные водного реестра
По данным государственного водного реестра России относится к Верхневолжскому бассейновому округу, водохозяйственный участок реки — Сура от Сурского гидроузла и до устья реки Алатырь, речной подбассейн реки — Сура. Речной бассейн реки — (Верхняя) Волга до Куйбышевского водохранилища (без бассейна Оки).
Код объекта в государственном водном реестре — 08010500312110000036449.